# Bataille de Voznessensk
Invasion de l'Ukraine par la Russie de 2022
Batailles
Offensive de Kiev (Jytomyr, Kiev) : 
- 1re Hostomel
- Tchernobyl
- Ivankiv
- Kiev
- 2e Hostomel
- Vassylkiv
- Boutcha
- Irpin
  - Bombardement de réfugiés
- Jytomyr
- Mochtchoun
- Makariv
- Brovary

Offensive du Nord (Tchernihiv, Soumy) :
- Hloukhiv
- Slavoutytch
- Bombardements
- Soumy
- Trostianets
- Tchernihiv
- Okhtyrka
- Lebedyn
- Konotop
- Romny
- Desna
- Escarmouches frontalières

Russie  (Briansk, Belgorod) :
- Incursions en Russie occidentale
  - Oblast de Briansk
  - Oblasts de Belgorod et de Koursk
    - Incursions de 2024

  - Bombardement de Belgorod
- Oblast de Koursk (août 2024)

Campagne de l'Est (Donetsk, Louhansk, Kharkiv)
Kharkiv :
- 1re Kharkiv
  - Tchouhouïv
  - Bombardements : en février
  - en mars
  - en avril
  - du bâtiment administratif
- Izioum
- 2e Kharkiv
  - Balaklia
  - 1re Koupiansk
  - Chevtchenkove
- 3e Kharkiv

Nord du Donbass:
- Starobilsk
- Sloviansk
  - Dovhenke
  - 1re Lyman
  - Sviatohirsk
  - Bohorodychne et Krasnopillia
  - Bombardements : Bilohorivka
  - Kramatorsk
- Sievierodonetsk
  - Kreminna
  - Donets
  - Roubijné
  - Popasna
  - Tochkivka
  - Massacre
- Lyssytchansk
- 2e Kharkiv
  - Balaklia
  - 1re Koupiansk
  - Chevtchenkove
  - 2e Lyman
- Oblast de Louhansk
  - Ligne Svatove-Kreminna
  - Serebryansky
  - 2e Koupiansk

 Centre du Donbass:
- Horlivka
- Popasna
- Svitlodarsk
- Bakhmout
  - Soledar
- Siversk
- Tchassiv Iar
- Toretsk

Sud du Donbass :
- Volnovakha
- Marioupol
  - Bombardements : de l'hôpital
  - du théâtre
  - de l'école d'art
- Pisky
- Vouhledar
  - Pavlivka
- Marïnka
- Contre-offensive de 2023
- Avdiïvka
- Novomykhaïlivka
- Pokrovsk
  - Krasnohorivka
  - Toretsk
- Bombardements :
- Makiïvka
- Donetsk

Campagne du Sud (Mykolaïv, Kherson, Zaporijjia)
- 1re Kherson
- Odessa
- Melitopol
- Mykolaïv
  - Bombardements : à fragmentation
  - du bâtiment administratif
- 1re Berdiansk
- Zaporijjia
- Tchornobaïvka
- Enerhodar
- Voznessensk
- Houliaïpole
- Davydiv Brid
- 2e Berdiansk
- Nova Kakhovka
- 2e Kherson
  - Doudtchany
- Dniepr
- Tchoulakivka
- Contre-offensive de 2023
  - Robotyne

Frappes aériennes dans l'Ouest et le Centre de l'Ukraine
- Lviv (02/2022)
- Vinnytsia (03/2022)
- Yavoriv (03/2022)
- Deliatyne (03/2022)
- Dnipro

Guerre navale
- Île des Serpents (02/2022)
- Moskva (04/2022)

Attaques en Crimée
- Novofedorivka (08/2022)
- Djankoï (08/2022)
- Pont de Crimée (10/2022)
- Base navale de Sébastopol (10/2022)
- Pont de Crimée (07/2023)
- Base navale de Sébastopol (09/2023)

Débordement
- Aéroport de Millerovo
- Sabotages en Russie
- Attaques en Transnistrie
- Sabotage des gazoducs Nord Stream
- Terrain d'entraînement militaire de Soloti
- Explosions en Pologne
- Bases aériennes de Dyagilevo et Engels-2
- Base aérienne de Minsk-Matchoulichtchi
- Crise russo-moldave de 2023
  - Accusations de tentative de coup d'État en Moldavie
- Incident de drone de 2023 en mer Noire
- Rébellion du groupe Wagner

Massacres
- Tchernihiv
- Boutcha
- Borodianka
- Olenivka
- Izioum

La bataille de Voznessensk se déroule à Voznessensk dans le cadre de l'offensive du sud de l'Ukraine lors de l'invasion russe de l'Ukraine en mars 2022.
Située au nord-ouest de Mykolaïv, Voznessensk constitue une zone clé autour du Boug méridional et de la défense de la centrale nucléaire voisine.

## Première bataille (2 mars)
Le 2 mars, au cours des poussées simultanées dans le siège d'Enerhodar et plus tard dans la bataille de Mykolaïv, des éléments de la 126e brigade de défense côtière russe avancent vers la ville de Voznessensk afin d'ouvrir un passage vers la centrale nucléaire voisine. Pour affronter l'attaque, le maire de la ville, Yevheni Velichko, organise de nombreux barrages routiers avec l'aide d'hommes d'affaires locaux dans le but de refuser les points d'entrée aux forces russes. Les Ukrainiens font ensuite sauter un pont sur le boug méridional pour limiter la capacité opérationnelle de la colonne blindée russe.
L'assaut commence par des frappes de missiles et des bombardements qui endommagent plusieurs bâtiments vers le centre-ville. La force russe aurait compté environ 400 hommes, avec environ 50 véhicules faisant partie de la colonne. Les Russes demandent de l'aide à certains résidents locaux pour les aider à s'orienter dans la ville et installent une base dans une station-service à la périphérie de la ville. À la tombée de la nuit, les Russes font de légères poussées, ouvrent le feu puis se retirent pour éviter une contre-attaque. Les Ukrainiens bombardent ensuite leurs positions et touchent directement des cibles russes. Les Russes commencent alors à fuir, abandonnant de grandes quantités de matériel. 
Au total, 30 véhicules russes, dont certains chars, sont abandonnés. Parmi eux, les forces ukrainiennes peuvent en récupérer 15. Selon les responsables locaux, environ 100 soldats russes ont été tués et 10 capturés. Les forces ukrainiennes ont subi quelques pertes, principalement parmi les Forces de défense territoriales. 12 civils sont tués pendant la bataille,,. Les forces russes reculent de près de 64 km vers le sud-est.

## Deuxième bataille (9-18 mars)
Les forces russes mènent une nouvelle attaque sur Voznessensk le 9 mars 2022. Les forces ukrainiennes mettent d'abord en place une défense près du pont détruit. Les combats se poursuivent le lendemain et l'armée russe réussit finalement à s'emparer de la ville, tard dans la soirée. À cette occasion, les médias ukrainiens accusent les troupes russes d'avoir pillé les maisons locales. Cependant, les forces ukrainiennes reprennent Voznessensk trois jours plus tard. 
Le 18 mars, les forces ukrainiennes repoussent les forces russes de près de 100 kilomètres cette fois-ci.
Les forces ukrainiennes locales continuent à fortifier la ville après le deuxième assaut, craignant que les forces russes ne poursuivent leurs attaques.